# Carlos Campano Jiménez
Carlos Campano Jiménez, né le 15 septembre 1985 à Dos Hermanas, est un pilote moto espagnol.